# Huszár Gyula (író)
Baráthi Huszár Gyula (Tereske (Nógrád megye), 1838. február 25. – Pest, 1858. június 18.) politechnikumi tanuló, író, költő, zenekritikus.

## Élete
Huszár Károly országgyűlési követ és nádasi Tersztyánszky Mária fia. 1851-ben Pesten iskolázott; azután Bécsben a politechnikum tanulója lett; tanulmányait azonban egészségének gyenge állapota miatt nemsokára abbahagyta és szülőihez mezei birtokukra vonult vissza, ahol folytonos olvasással és tanulással töltötte idejét.
Költeményeket írt a Hölgyfutárba először névtelenül, azután neve alatt (1851); beszélyeket (Uo. 1858), a Divatcsarnokba (1854-55, 1858), a Szépirodalmi Közlönybe (1858, Michelet után).

## Munkája
- Beszélyek. Pest, 1857. (Két nő, Hétköznapi történet, Kevély angyal, Jövedelmének legnagyobb részét a Nemzeti Színház nyugdíjintézetének ajánlotta.)